# Vodeni kefir
Vodeni kefir ili tibicos tradicionalno je fermentirano piće koje se sastoji od vode i simbiotske kulture bakterija i kvasaca (za razliku od boze  ili ruskog kvasa, gdje se koristi samo jedna vrsta kvasca). Ponekad se konzumira kao alternativa probiotičkim napitcima na bazi mlijeka ili proizvodima uzgojenim u čaju kao što je kombucha. Sukladno nekim izvorima vodeni je kefir bogat vitaminima B1, B6 i B12. Vodeni kefir obično se radi kao probiotički napitak iz kućne radinosti. Od gotovog proizvoda, ako se puni u boce, dobiva se gazirano piće.

## Kulture
Kulture vodenog kefira nalaze se diljem svijeta i ne postoje dvije potpuno iste; ali tipično imaju mješavinu bakterija Lactobacillus, Streptococcus, Pediococcus i Leuconostoc, s kvascima iz rodova Saccharomyces, Candida, Kloeckera i možda drugih. Bakterija Lactobacillus brevis identificirana je kao vrsta.
Bakterije prisutne u  vodenom  kefiru:
Lactobacillus brevis
Lactobacillus hilgardii
Lactobacillus hordei
Lactobacillus nagelii
Leuconostoc citreum
Leuconostoc mesenteroides
Lactobacillus casei
Lactobacillus harbinensis
Acetobacter fabarum
Acetobacter orientalis
Streptococcus lactis
Kvasci prisutni u vodenom kefiru
Hanseniaospora valbyensis
Lachancea fermentati
Saccharomyces cerevisiae
Zygotorulaspora ﬂorentina

## Podrijetlo
Podrijetlo zrnaca vodenog kefira nije točno poznato. Prema Martinusu Beijerincku donijeli su ih britanski vojnici vraćajući se u svoju zemlju iz Krimskog rata 1855. godine, Harry Marshall Ward definirao je vodeni kefir kao "piće koje sadrži simbiotičku mješavinu kvasca i bakterija, koji sadrži dovoljne količine dušične organske tvari i šećera od šećerne repe ili šećerne trske u svojoj vodenoj otopini." Ovaj opis je vjerojatno prvi objavljeni prikaz kulture vodenog kefira. Kao drugu teoriju, Lutz (1899.) je izvijestio o "Tibi zrncima" koja su dobivena iz lišća meksičkog kaktusa (Opuntia). Te se granule zatim mogu rekonstituirati u otopini šećera i vode. Druga je studija otkrila sličnu kulturu tibicos napravljenu od bakterija uzgojenih iz poznatih kultura sa sličnim svojstvima.
Tibicos su poznati i kao tibi, zrnca vodenog kefira, zrnca šećernog kefira, japanski vodeni kristali, indijska morska riža itd. Pidoux je 1898. također identificirao zašećerena kefirna zrnca s biljkom za đumbirovo pivo. Različiti sastojci ili higijenski uvjeti također mogu promijeniti bakteriološki sastav što može dovesti do različitih naziva u znanstvenoj literaturi.

## Ljekovitost
Osim antimikrobnog djelovanja, vodeni kefir djeluje i imunomodulatorno ; antitumorsko, antihipertenzivno, antitoksično, hepatoprotektivno, hipokolesterolemično, hiperglikemijski i antihiperlipidno, kao antioksidans, ima antiedematozni učinak, djeluje protuupalno, antiulcerogeno, zacjeljujuće a posjeduje i druge biološke aktivnosti. Osim toga, neki sojevi izolirani iz vodenog kefira pokazali su probiotička svojstva. Doista, mnogi mikroorganizmi s probiotičkim potencijalom izolirani su iz zrnaca vodenog kefira ili iz fermentiranog napitka.
Zdravstvene dobrobiti mogu se pripisati korisnim mikroorganizmima koji se nalaze u konzumiranom fermentiranom piću, njihovim metabolitima (organske kiseline i oligosaharidi), kao i jednom i drugom (sinergijski učinak). Štoviše, biološku aktivnost mogu potaknuti mikroorganizmi ili njihovi metaboliti na izravan način ili na neizravan način, putem stimulacije crijevne mikrobiote. U svakom slučaju, potrebna su dodatna istraživanja kako bi se shvatile višestruke zdravstvene dobrobiti povezane s vodenim kefirom.

### Knjige
Warnock,C. Water Kefir Make Your Own Water-Based Probiotic Drinks for Health and Vitality,Sanger 2017.

### Periodika
Alsayadi, M., Al-Jawfi, Y., Belarbi, M., & Sabri, F. Z. (2013). Antioxidant potency of water kefir. The Journal of Microbiology, Biotechnology and Food Sciences, 2(6), 2444–2447.
Fels, L., Jakob, F., Vogel, R. F., & Wefers, D. (2018). Structural characterization of the exopolysaccharides from water kefir. Carbohydrate Polymers, 189, 296–303. https://doi.org/10.1016/j.carbpol.2018.02.037
Alves, V., Scapini, T., Camargo, A. F., Bonatto, C., Stefanski, F. S., Jesus, E. P., & Treichel, H. (2021). Development of fermented beverage with water kefir in water-soluble coconut extract (Cocos nucifera L.) with inulin addition. LWT—Food Science and Technology, 145, 111364. https://doi.org/10.1016/j.lwt.2021.111364
Bueno, R. S., Ressutte, J. B., Hata, N. N., Henrique-Bana, F. C., Guergoletto, K. B., Oliveira, A. G., & Spinosa, W. A. (2021). Quality and shelf-life assessment of a new beverage produced from water kefir grains and red pitaya. LWT—Food Science and Technology, 140, 110770. https://doi.org/10.1016/j.lwt.2020.110770
Davidović, S. Z., Miljković, M. G., Antonović, D. G., Rajilić-Stojanović, M. D., & Dimitrijević-Branković, S. I. (2015). Water kefir grain as a source of potent dextran producing lactic acid bacteria. Hemijska Industrija, 69(6), 595–604. https://doi.org/10.2298/HEMIND140925083D
Gulitz, A., Stadie, J., Ehrmann, M. A., Ludwig, W., & Vogel, R. F. (2013). Comparative phylobiomic analysis of the bacterial community of water kefir by 16S rRNA Gene amplicon sequencing and ARDRA analysis. Journal of Applied Microbiology, 114(4), 1082–1091. https://doi.org/10.1111/jam.12124
N.R. Zamberi, N. Abu, N.E. Mohamed, N. Nordin, Y.S. Keong, B.K. Beh, et al.
The antimetastatic and antiangiogenesis effects of kefir water on murine breast cancer cells
Integr. Cancer Ther., 15 (4) (2016), p. NP53—NP66, 10.1177/1534735416642862

## Vanjske poveznice
- An alternative source of probiotics: Water kefir
- Water Kefir: A Review of its Microbiological Profile, Antioxidant Potential and Sensory Quality
- An update on water kefir: Microbiology, composition and production